# Cap de la Caça

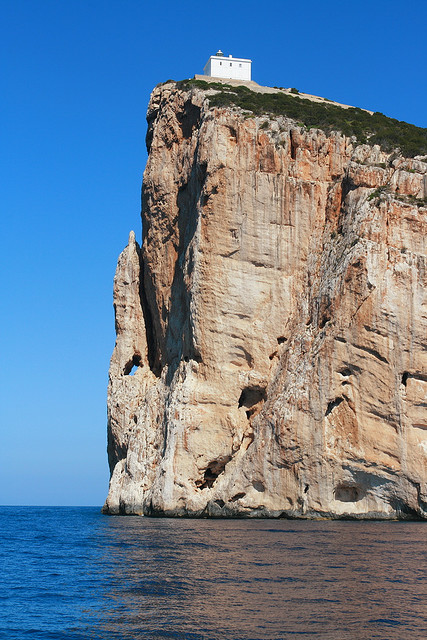
Fotografia de la part extrema del cap de la Caça amb el seu far

El cap de la Caça (Capo Caccia en italià) és una península de pedra calcària situada a la província de Sàsser, a l'extrem nord-occidental de l'illa de Sardenya, dins del terme municipal de l'Alguer. Conjuntament amb la punta del Lliri (Punta Giglio) tanca el golf del Port del Comte (Porto Conte), i la seva cara principal es presenta enfront de la badia de l'Alguer. El cap de la Caça deu el seu nom a les caceres organitzades durant el segle xix per part de la noblesa al voltant del cap, des dels seus vaixells, durant els períodes de mar en calma.
Al cap hi ha instal·lada l'Estació Meteorològica del Cap de la Caça, i gràcies a la seva situació geogràfica té un potent far, que, des d'una altitud de 186 metres sobre el nivell del mar, és un dels més visibles des de la distància de tot el Mediterrani, unes 34 milles marines aproximadament.
També és conegut per la presència de grutes i coves marines, majoritàriament a la part inferior del turó, antigament lloc de refugi per a molts grups de la foca monjo del Mediterrani o vell marí (Monachus monachus), ara desapareguda completament de la zona a causa de la cruel cacera dels pescadors en una forta competència amb aquesta espècie.
La cova més famosa, que porta el nom del déu dels mars, la trobem arran de l'aigua a la part de mar obert i davant de l'illa Foradada: és la cova de Neptú. La més famosa i popular, per als bussejadors, és la cova de Nereu, dedicada al pare de les nimfes i els tritons, considerada la cova submergida més gran del Mediterrani. A tot el fondal marí encara trobem el corall vermell (Corallium rubrum), utilitzat a les joieries i que caracteritza fortament la cultura artesanal de l'Alguer.

## Galeria d'imatges

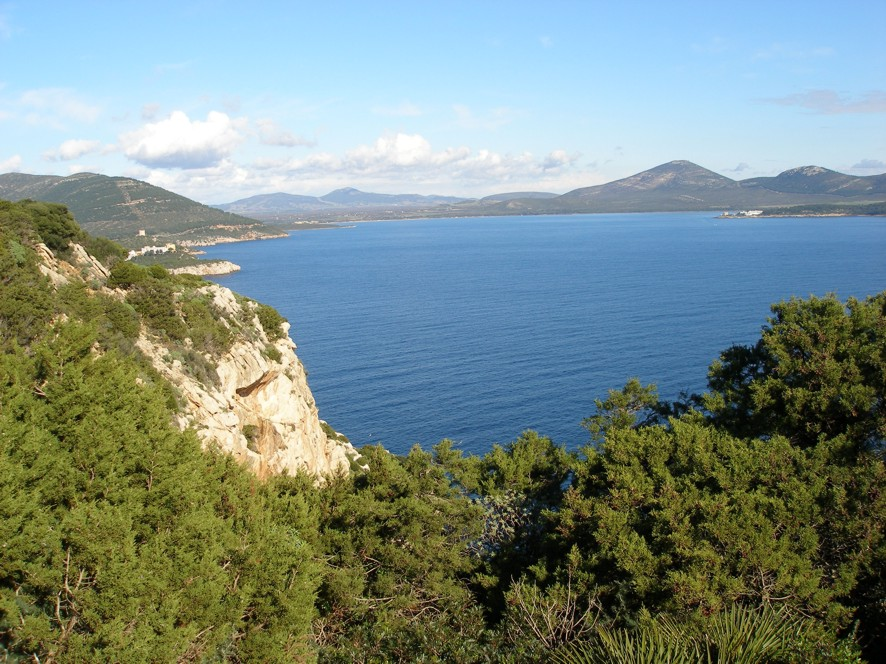
El Port del Comte vist des del cap de la Caça
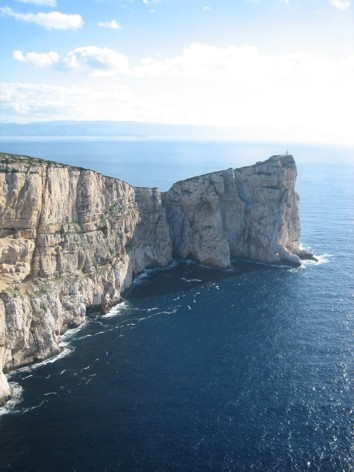
El cap de la Caça, vista aèria des del nord
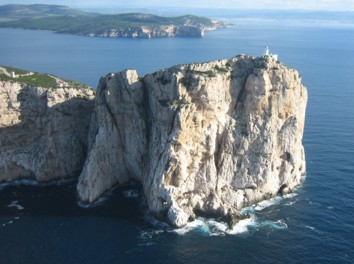
El cap de la Caça, vista aèria des del nord-oest
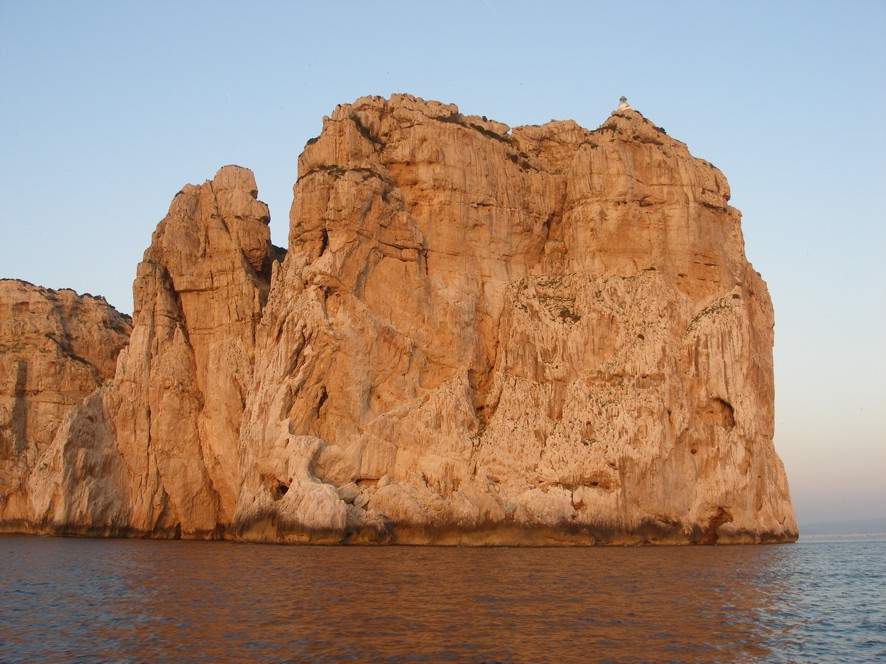
El cap de la Caça vist des de l'oest al capvespre
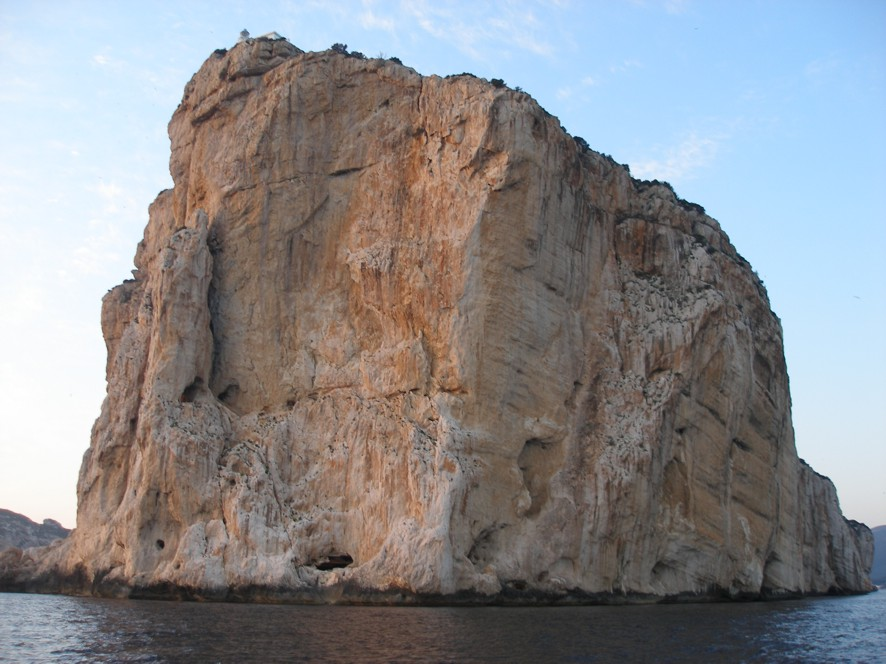
Vista frontal del cap de la caça des del sud
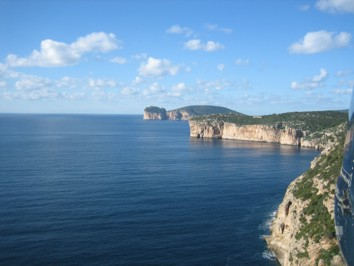
La punta del Lliri i el cap de la Caça, vista aèria des del sud-est
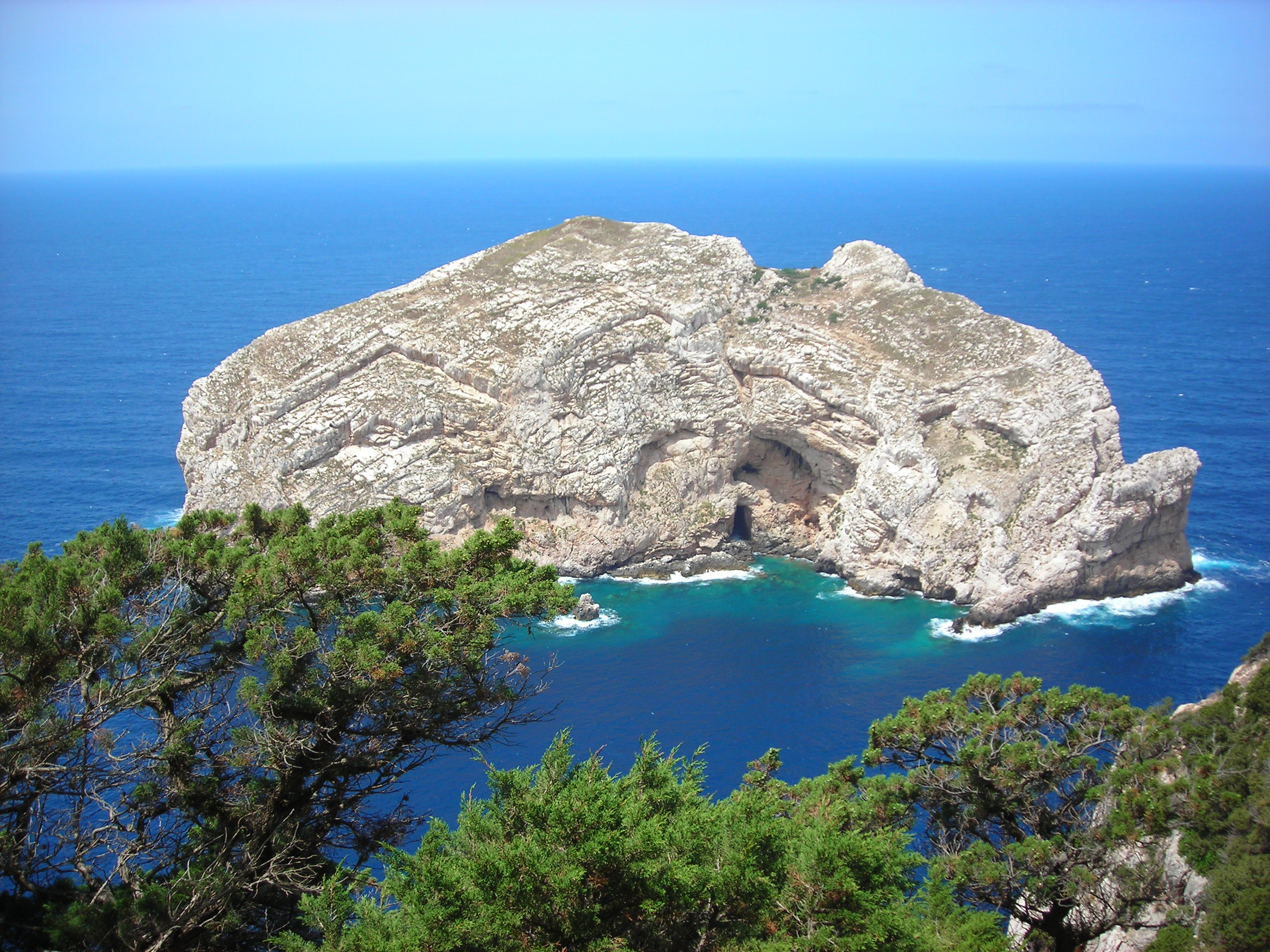
L'illa Foradada vista des de l'escala del Cabirol
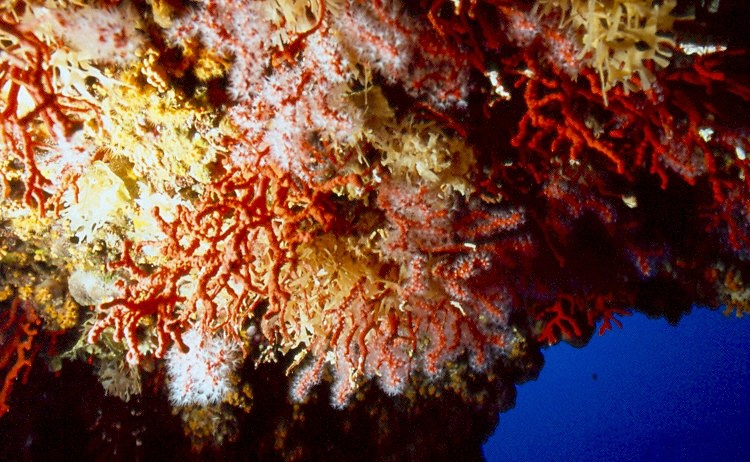
El corall vermell a la cova de Nereu